# تپلک تک‌رنگ
تپلک تک‌رنگ {علمی|Scytalopus unicolor}} گونه‌ای پرنده از تیرهٔ (Rhinocryptidae) و بومی پرو است.